# Денверский душитель
Денверский душитель (англ. Denver strangler) —  прозвище  неустановленного американского серийного убийцы, ответственного по версии следствия за убийство как минимум семнадцати девушек и женщин на территории города Денвер и его различных пригородах в период с 1975 по 1995 годы. Объединение убийств произошло только в 2008 году, до этого момента эти преступления считались совершёнными разными людьми.

## Жертвы
В качестве жертв неизвестный преступник выбирал молодых девушек в возрасте от 15 до 25 лет. Большинство из жертв пропали без вести в разных районах Денвера и затем были найдены убитыми после путешествий автостопом, посещений баров и ресторанов быстрого питания, ряд из убитых были замечены в занятии проституцией. Свои жертвы неизвестный подвергал избиению и удушению и оставлял на окраинах Денвера в сельской местности к югу межштатной автострады I-70, после чего проводил над телами постмортальные манипуляции, придавая им унизительные позы. По версии следствия преступник несет ответственность за убийства 18-летней Кэролин Уолкер, которая пропала без вести 4 июля 1987 года после свидания со своим женихом. После похищения преступник изнасиловал девушку, после чего задушил. В ходе расследования полицией не было найдено улик и свидетелей преступления, несмотря на то, что существовала вероятность того, что Кэролин Уолкер оказала преступнику ожесточенное сопротивление, так как девушка занималась плаванием, спортивной гимнастикой и обладала значительной физической силой;
17-летней проститутки Кимберли Джин Грэббин, которая была найдена изнасилованной и задушенной 18 августа 1979 года недалеко от межштатной автострады I-70; 15-летней Стефани Энн Бауман, которая пропала без вести в октябре 1980-го года, после того как пыталась автостопом добраться до своего дома. Ее обнаженное тело было найдено в одном из оврагов на окраине Денвера 28 октября того же года. Преступник подверг девушку избиению и сексуальным истязаниям, после чего бросил ее в бессознательном состоянии в заболоченной местности, где она вскоре умерла от последствий переохлаждения в одном из оврагов среди зарослей камыша и чертополоха и 18-летней Донны Уэйн, которая пропала без вести 14 июля 1986 года после посещения со своими друзьями одного из баров. Ее тело было найдено месяц спустя в окрестностях города Орора.
Во всех убийствах преступник продемонстрировал выраженный ему образ действия, благодаря чему по версии следствия он совершил семь подобных убийств девушек в Денвере, пять убийств в округе Джефферсон и одно убийство в округе Лаример.

## Расследование
Так как тела многих из жертв убийцы были найдены спустя несколько дней, а в отдельных случаях спустя несколько месяцев после совершения убийств в различных стадиях разложения, в ходе расследования убийств не было найдено отпечатков пальцев и биологических следов подозреваемого, по причине чего его личность установить не удалось. Подозреваемым был объявлен житель Денвера, хорошо знавший окрестности города, находившийся в возрасте около 30 лет на момент совершения первых убийств. В двух эпизодах полицией были найдены свидетели преступления, которые описали преступника человека средних лет с белым цветом кожи. В 2005 году на основании результатов ДНК-экспертизы был арестован 52-летний Билли Эдвин Рид, который был обвинен в убийствах проститутки Ланелл Уильямс и девушки, чье тело опознать не удалось - совершенных в 1989 году. В 2008 году Рид был осужден и получил в качестве наказания пожизненное лишение свободы. Рид проверялся на причастность к совершению еще нескольких убийств, в том числе совершенных «Денверским душителем», но в ходе последующего расследования доказательств этому так и не было найдено.